# Xynisteri
Xynisteri (griechisch Ξυνιστέρι) ist eine Weißweinsorte, die bekannt ist im Weinbau in Griechenland. Angebaut wird sie auf der Insel Zypern. Dort ist sie mit der auf Zypern Mavro (griechisch μαύρος mavros ‚schwarz‘) genannten Sorte Kypreiko Bestandteil des bekannten Dessertweins Commandaria. Das Hauptanbaugebiet liegt an den südlichen Hängen des Troodos-Gebirge. Der Anteil der Sorte Xynisteri an der bestockten Rebfläche der Insel liegt bei fast 16 Prozent.

## Ampelographische Sortenmerkmale
In der Ampelographie wird der Habitus folgendermaßen beschrieben:
- Die Triebspitze ist offen. Sie ist hellgrün und nur spinnwebig behaart. Die glänzenden Jungblätter sind unbehaart.
- Die rundlichen Blätter (siehe auch den Artikel Blattform) sind fünflappig (selten sieben- oder gar neunlappig) und mitteltief gebuchtet. Die Stielbucht lyren-förmig offen oder geschlossen. Der Blattrand ist spitz gesägt. Im Vergleich zu anderen Rebsorten sind die Zähne eng gesetzt. Die Blattoberfläche (auch Spreite genannt) ist blasig derb.
- Die kegel- bis konusförmige Traube ist mittelgroß, geschultert und lockerbeerig. Die leicht elliptischen Beeren sind mittelgroß und von goldgelber Farbe.

Die Rebsorte Xynisteri reift circa 30 Tage nach dem Gutedel und ist gilt damit für eine Rebsorte als spät reifend.

## Synonyme
Die Rebsorte Xynisteri ist auch unter den Namen Aspro, Aspro Kyprou, Cipro bianco, Hebron blanc und Local White bekannt.